# 비전 (화폐)
비전(飛銭), 또는 편전(便銭) ・ 편환(便換)은 중국 당(唐), 송(宋) 시기의 송금 어음 제도를 가리킨다.
이미 한대(漢代)에 비전이 존재했을 가능성도 있으나, 그 후의 전란으로 이와 같은 제도를 유지할 정치 · 경제적인 전제 조건이 붕괴하면서 당 후기까지 살아나지 않았다고 여겨지며, 때문에 비전은 당 이후의 제도로서 파악하는 것이 통설이다.

## 개요
당 왕조 후기에 들어, 중국은 상품경제・화폐경제가 발달하였고, 차(茶)・소금・면(絹) 등의 원거리 거래가 활발해졌다. 한편으로 정치적으로는 전납에 기초를 둔 양세법(両税法)이 시행되게 되었다. 그 결과, 당시의 법정화폐였던 동전(銅銭)의 이동이 활발해지게 되었지만, 번진(藩鎮)의 할거로 각 번진이 자신들의 관할지 바깥으로 동전이 나가지 못하게 막는 금전 정책이 채택되었다. 또한 동전은 수량이 많아지면 무게나 부피 면에서 대량 수송이 부적합하다는 단점이 있었다.
그 해결책으로 고안된 것이 비전이었다. 당시 비전은 장안(長安), 낙양(洛陽)의 대도시를 발신처, 지방 도시 또는 특산물 산지를 접수처로 하는 것이 일반적이었다. 이는 비전의 시스템과도 관계가 깊다. 우선 대도시에서 지방 도시에 현금(동전)을 부치고 싶은 상인 A가 대도시인 발신지 B에서 현금을 납부하고 대신 패(牌)・문첩(文牒)・처(拠)로 불리는 현금 납부 사실을 나타내는 증명서를 받아서, 지방에 갔을 때 그 지방에서 대도시 B쪽에서 미리 지정해 둔 상대 C에게 패를 보여 주면, C는 A가 가진 증명서와 B에서 보내준 증명서를 대조해서, 적힌 금액만큼 A에게 넘겨주는 것이다.
이때 C가 A에게 지불하는 현금은 본래 C가 B에게로 송금할 예정이었던 현금(공적 기관이 있으면 C가 B에 바치는 조세가 대표적인 사례이며, 상인의 세계에서는 C가 B에게진 외상 매출금)이며, A가 B에게 미리 송금할 현금의 일부를 납입함으로써 A는 B를 대신해 C로부터 납부액과 같은 금액의 현금을 받을 권리를 얻은 것이다. A가 C로부터 현금을 받음으로써 C가 B에 보낼 예정이었던 현금은 A의 B에 대한 납부와 C의 A에 대한 같은 금액의 지불로 각각 대체되고 쌍방의 계정 사이에서 상쇄되면서, C가 B에게 송금한 것과 같은 효과가 생긴 것이다.
상인들 사이에서는 B＝대도시의 호상(豪商), C＝지방의 상인(지점 또는 거래처), 정부기관에서는 B＝「삼사」(三司, 즉 탁지度支・염철鹽鐵・호부戸部)라 불리는 중앙재정기관, C＝지방재정기관이라는 구조가 된다.
C가 패에 적힌 금액을 지불하는 것은, B가 발행한 정규 패를 지참한 인물이었다. 즉, A가 C와 같은 지방에 사는 D와의 거래 대금을, B가 C에게 발행한 패를 이용해서 셈을 치르고 패를 받은 D는 C에게서 가져온 현금을 지불받는 방식도 존재한 것이다.
또한 경우에 따라서는 각전(刻錢)으로 불리는 발행 수수료를 받기도 하고, 징수자가 공적 기관일 경우에는 두저윤관전(頭底潤官銭)이라고도 불렀다.
당초에는 민간의 부유한 상인과 지방의 상인 사이에서 시작되었던 것이 그 편리함과 수수료 수입을 눈여겨 본 삼사 이하 정부 기관이나 번진, 신책금군(神策禁軍) 등도 이를 모방하였다. 삼사는 이 제도를 써서 지방의 조세나 전매 수입을 신속하게 중앙으로 모으고, 나아가 수수료 수입을 목적으로 헌종(憲宗) 이후 삼사 외에는 비전을 사용하지 못하게 하는 「사하편환금지령」(私下便換禁止令)을 자주 내렸지만, 애초에 민간에서 발생한 데다 절도사와 신책금군은 이러한 명을 어기고 계속해 비전을 발행하였다.
송(宋) 시대에 이르러, 증명서는 교자(交子) ・ 회자(会子) ・ 교초(交鈔) ・ 교인(交引) 등으로 불리며, 최종적으로 이를 가진 자가 지정된 배송지에서 환전을 하고 받는 것이 편리했기 때문에, 아직 환전되지 않은 증명서 그 자체가 현금을 대신해 거래상의 지불에 사용되었다. 이것이 중국에서 지폐의 뿌리가 되었다. 송에서 원(元)에 걸쳐 지폐를 가리키는 교자 ・ 회자 ・ 교초 ・ 전인(銭引, 현전교인) 등의 이름이 모두 비전에서 사용되던 증명서의 이름에서 유래한 것은 지폐가 비전에서 발달한 제도였다는 사실에서 유래한 것이다.

## 참고 문헌
- 히노 가이자부로(日野開三郎) 『아시아 역사사전』(アジア歴史事典)5 「비전」, 헤이본샤(平凡社), 1984년

## 같이 보기
- 교자(交子)
- 지하은행(地下銀行)